# Louis B. Mayer
Pour les articles homonymes, voir Mayer.

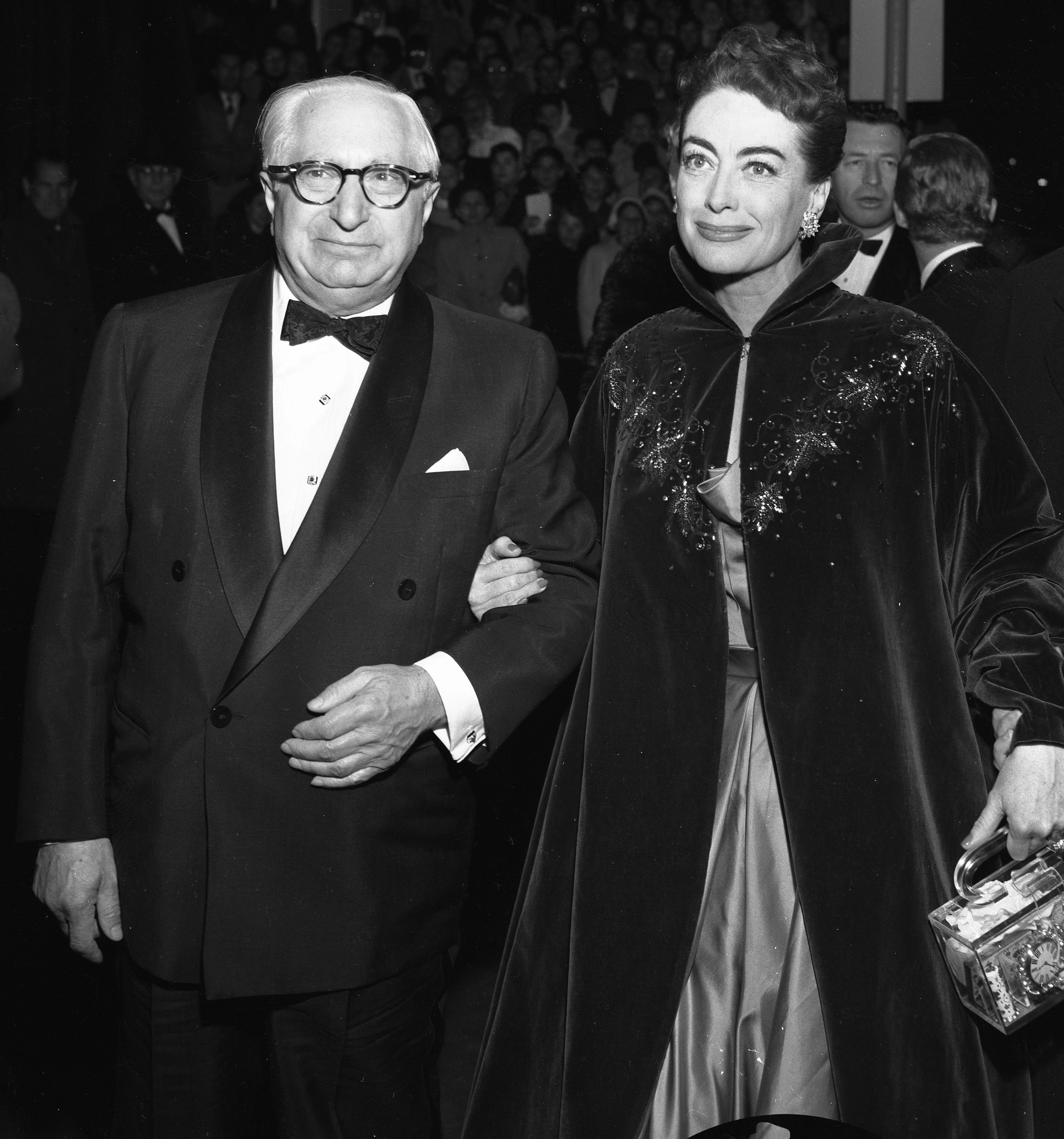
Louis B. Mayer et Joan Crawford en 1953.

Louis Burt Mayer (né Lazar Meïr (Лазарь Меир) le 12 juillet 1884 à Minsk - mort le 29 octobre 1957 à Los Angeles, Californie) est un producteur de cinéma américano-canadien, cofondateur de la Metro-Goldwyn-Mayer (MGM) en 1924. Sous sa direction, elle devient le studio de cinéma le plus prestigieux de l'industrie cinématographique, accumulant la plus grande concentration de scénaristes, réalisateurs et acteurs de premier plan d'Hollywood.
Né dans l'Empire russe et ayant grandi dans la pauvreté à Saint-Jean au Nouveau-Brunswick, il quitte l'école à 12 ans pour subvenir aux besoins de sa famille, puis déménage à Boston et achète un petit théâtre de vaudeville à Haverhill au Massachusetts. Il rénove et agrandit plusieurs autres théâtres de la région de Boston destinés à un public de classes sociales supérieures. Après avoir déménagé à Los Angeles, il fait équipe avec le producteur de films Irving Thalberg avec qui il produit des centaines de films. Mayer s'occupe de la gestion du studio, comme l'établissement des budgets et l'approbation des nouvelles productions, tandis que Thalberg, encore dans la vingtaine, supervise toutes les productions de la MGM. En 1927, il est l'un des fondateurs de l'Academy of Motion Picture Arts and Sciences, célèbre pour sa cérémonie annuelle des Oscars du cinéma.
Mayer prétend croire au « divertissement sain » et se donne beaucoup de mal pour découvrir de nouveaux acteurs et en faire des stars majeures. Durant son long règne à la MGM, il se constitue une troupe dévouée de nombreux critiques et partisans. Certains acteurs n'apprécient cependant pas ses tentatives de contrôler leur vie privée, tandis que d'autres le considèrent comme une figure paternelle préoccupée. Il est controversé pour le traitement des acteurs sous sa direction, exigeant beaucoup des actrices en les menaçant sur leurs moyens de subsistance, comme dans le cas de Judy Garland, qu'il force à suivre un régime, à prendre des substances et à travailler à des horaires pénibles.
Il est contraint de démissionner de son poste de vice-président de la MGM en 1951, lorsque la société mère du studio, Loew's, Inc., veut améliorer ses bénéfices en baisse. Fervent conservateur, il est un temps président du  Parti républicain de Californie (en),.

## Biographie
Issu d'une famille juive, il émigre de Biélorussie avec elle à la suite des pogroms qui ont endeuillé l'Empire russe après l'assassinat du tsar Alexandre II. La famille débarque à New York et survit difficilement à Brooklyn. Louis B. Mayer commence à travailler très jeune et multiplie les petits métiers. Lorsque les premières salles de cinéma ouvrent à New York, il est enthousiasmé.
Il commence sa carrière en achetant une salle de cinéma en 1910 à New York. Le cinéma muet est alors en pleine expansion. Il s'associe en 1915 avec Richard A. Rowland pour fonder Metro Pictures Corporation. Puis, au début de l'engagement américain en 1917, il quitte la côte Est pour la Californie. Il devient rapidement exploitant, distributeur et enfin producteur avec son entreprise, la Louis B. Mayer Pictures. Il déclare au fisc 1 161 753 dollars en 1937, ce qui en fait le plus haut salaire aux États-Unis à l'époque.
Son entreprise (Louis B. Mayer Pictures, créée en 1918) fusionne ensuite avec Goldwyn Pictures Corporation (créée en 1917) et Metro Pictures Corporation (créée en 1915) pour fonder la Metro-Goldwyn-Mayer en 1924. Il y devient vice-président et un des « nababs » d'Hollywood.
Il participe notamment à embaucher plusieurs enfants stars à partir des années 1930, comme Shirley Temple et Mickey Rooney, gérant personnellement leur carrière (par exemple dans la série de films d'Andy Hardy). Judy Garland signalait d'ailleurs que lorsque sa mère voulait la sermonner, elle lui disait simplement : « Je le dirai à M. Mayer ».
L'homme possède en effet un rôle ambivalent au sein des studios : il est aussi craint qu'il est respecté. Connu pour ses largesses avec la gent féminine, il n'hésite d'ailleurs pas à faire des avances aux mères de ses jeunes artistes, profitant de sa toute puissance au sein des studios. Après avoir insulté Sara Taylor, la mère d'Elizabeth Taylor, il s'attira d'ailleurs les foudres de l'actrice, qui malgré son jeune âge, bénéficiait déjà d'un caractère bien trempé. Il a deux enfants, notamment Irene Mayer Selznick.
Il est incarné par Martin Balsam dans le téléfilm Rainbow, sortie en 1979, par Howard Da Silva dans le film Maman très chère, sorti en 1981, par Al Waxman dans le téléfilm Judy Garland, la vie d'une étoile, sortie en 2001, par Stanlet DeSantis dans le film Aviator de Martin Scorsese sorti en 2004, par Richard Portnow dans le film Dalton Trumbo (Trumbo) de Jay Roach, sorti en 2015 et par Richard Cordery dans le film Judy de Rupert Goold sorti en 2019. Arliss Howard joue le producteur dans le film Mank de David Fincher sorti en 2020.

## Filmographie partielle
- 1915 : Always in the Way
- 1915 : Barbara Frietchie
- 1916 : Dimples
- 1916 : Lovely Mary
- 1917 : The Great Secret (en)
- 1917 : Somewhere in America (en) de William C. Dowlan
- 1918 : Virtuous Wives
- 1919 : A Midnight Romance
- 1919 : Mary Regan
- 1919 : The Bishop's Emeralds réalisé par John B. O'Brien
- 1919 : La Sacrifiée (Her Kingdom of Dreams), de Marshall Neilan
- 1919 : Human Desire
- 1919 : In Old Kentucky
- 1920 : The Fighting Shepherdess
- 1920 : The Inferior Sex
- 1920 : Polly of the Storm Country
- 1920 : The Yellow Typhoon
- 1920 : The Woman in His House
- 1920 : Harriet and the Piper
- 1921 : Habit
- 1921 : L'Enfant du passé (Sowing the Wind) de John M. Stahl
- 1921 : Playthings of Destiny
- 1921 : Une affaire mystérieuse (The Invisible Fear) d'Edwin Carewe
- 1921 : Her Mad Bargain
- 1922 : A Question of Honor
- 1922 : The Woman He Married
- 1922 : Rose o' the Sea
- 1923 : Strangers of the Night
- 1923 : The Wanters
- 1924 : Thy Name Is Woman
- 1924 : Why Men Leave Home (en)
- 1924 : Tess of the D'Urbervilles
- 1924 : La Femme de Don Juan (The Wife of the Centaur), de King Vidor
- 1924 : Larmes de clown (He Who Gets Slapped), de Victor Seastrom
- 1924 : Les Rapaces (Greed), d'Erich von Stroheim
- 1925 : Ben-Hur, de Fred Niblo
- 1928 : Detectives de Chester M. Franklin
- 1929 : The Iddle Rich de William C. de Mille
- 1940 : Cette femme est mienne (I Take This Woman), de W. S. Van Dyke

## Controverse
En 1937, la MGM est attaquée en justice par Patricia Douglas en même temps que son violeur Marc Ross. Elle l'accuse de l'avoir violée au cours d'une soirée organisée par la MGM, alors qu'elle avait été invitée avec 120 danseuses et figurantes pensant venir pour un casting. Louis B. Mayer  annonce aux commerciaux qu'ils sont ainsi "récompensés" et peuvent "passer un bon moment" pour célébrer les succès de la MGM. La MGM agit de telle sorte que le procès se close par un non-lieu.